# Saison 1 des Griffin
Chronologie
Saison 2
La première saison de la série d'animation Les Griffin est initialement diffusée aux États-Unis sur le réseau Fox du 31 janvier au 16 mai 1999, et se compose de sept épisodes. Elle est diffusée en France du 9 juillet au 20 août 2000 sur Canal+ en clair. La série se centre sur la famille instable des Griffin — le père Peter, la mère Lois, la fille Meg, le fils Chris, le bébé Stewie et leur chien anthropomorphe Brian, résidents de la ville fictive de Quahog. Dans la version originale, la série présente les voix de Seth MacFarlane, Alex Borstein, Seth Green, et Lacey Chabert dans le rôle de la famille Griffin. Les producteurs exécutifs de cette saison incluent David Zuckerman et MacFarlane.
La saison débute avec l'épisode Pour qui sonne le gras (Death Has a Shadow), directement diffusé après le Super Bowl XXXIII et regardé par 22,01 millions de téléspectateurs américains. La série est bien accueillie par la majeure partie de la presse spécialisée, en particulier les épisodes Je n'ai jamais rencontré l'homme mort (I Never Met the Dead Man) et Brian, portrait d'un chien (Brian: Portrait of a Dog),. Cependant, certains autres critiquent fortement le thème des épisodes. Le coffret DVD contenant les première et deuxième saisons dans leur intégralité est commercialisé en Zone 1 le 15 avril 2003, en Zone 2 le 12 novembre 2001, et en Zone 4 le 20 octobre 2003. La série est ensuite intégrée dans la syndication.
MacFarlane conçoit l'idée des Griffin en 1995, pendant ses études au Rhode Island School of Design (RISD). Là-bas, il y crée un court-métrage intitulé The Life of Larry que son professeur transmettra à  Hanna-Barbera, ce qui mènera MacFarlane à être engagé par la société.

## Conception

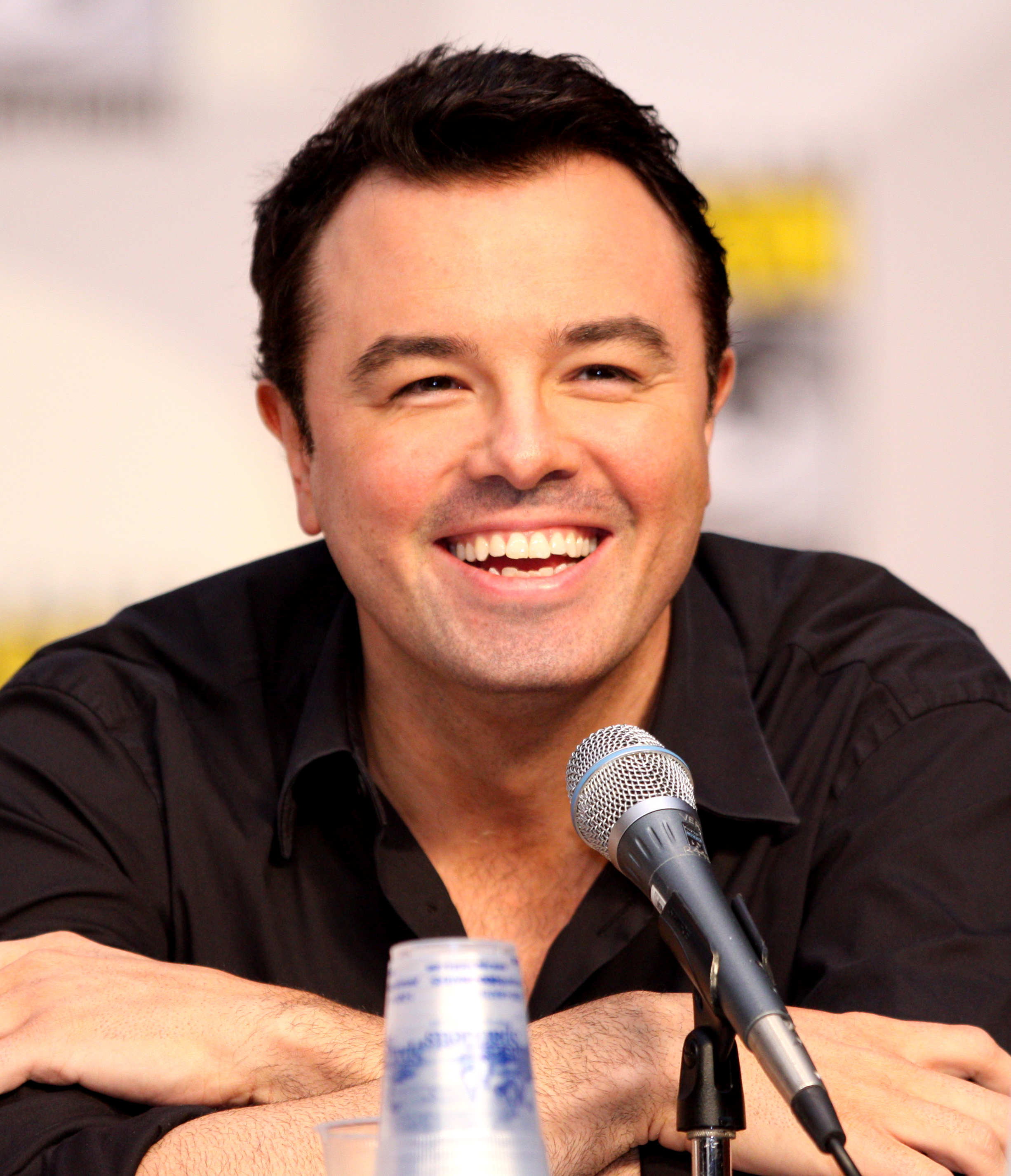
Seth MacFarlane, concepteur de la série.

Seth MacFarlane conçoit initialement Les Griffin en 1995 pendant ses études d'animation à l'École de design de Rhode Island (RISD). À cette période, il crée une thèse cinématographique intitulée The Life of Larry, soumise par son professeur du RISD à Hanna-Barbera. MacFarlane est engagée par la société. En 1996, MacFarlane crée une suite de The Life of Larry intitulée Larry & Steve, présentant un personnage et senior Larry et un chien à l'intelligence supérieure, Steve ; le court-métrage est diffusé en 1997 dans l'émission World Premiere Toons sur la chaîne Cartoon Network. Les exécutifs de la Fox s'intéressent aux courts-métrages Larry et engagent MacFarlane pour la création d'une série intitulée Les Griffin, inspirée de ces personnages. La Fox propose à MacFarlane la création d'un court-métrage complet de 15 minutes, ainsi qu'un budget de $50 000. En travaillant sur la série, les personnages de Larry et son chien Steve évoluent lentement en Peter et Brian,. MacFarlane explique que la différence entre The Life of Larry et Les Griffin est que « Life of Larry a été montrée pour la première fois dans un dortoir tandis que Les Griffin a été diffusée après le Super Bowl[réf. incomplète]. » Après la diffusion du pilote, la série est autorisée pour une continuité. MacFarlane s'inspire de plusieurs sitcoms comme Les Simpson et All in the Family. Les premiers croquis ont été dessinés dans les années 1980 pendant des cartoons que MacFarlane regardait étant petit, comme The Fonz and the Happy Days Gang et Rubik, the Amazing Cube.
La famille Griffin apparaît pour la première fois sur un projet de démonstration de MacFarlane adressée à la Fox le 15 mai 1998. La série Les Griffin devait originellement être lancée sous forme de courts-métrages pour MADtv, mais ne l'est pas faute de budget convenable. MacFarlane note qu'il cherchait alors à le diffuser sur Fox, pensant qu'il s'agirait de la chaine idéale pour une diffusion en primetime. Les Griffin est alors programmée la même année sur Fox en même temps que Les Rois du Texas, mais la diffusion de l'émission reste en suspens, tandis que la série Les Rois du Texas se popularise. Fox commande 13 épisodes des Griffin après une démonstration impressionnante de MacFarlane.

## Épisodes
| No. de série | No. dans la saison | Titre                                               | Réalisation       | Scénario                       | Date de diffusion (FOX) | Date de diffusion (Canal+) | Date de diffusion (Télétoon) | Code prod. |
| --- | ------------------ | --------------------------------------------------- | ----------------- | ------------------------------ | ----------------------- | -------------------------- | ---------------------------- | ---------- |
| 1 | 1                  | Pour qui sonne le gras Death Has a Shadow           | Peter Shin        | Seth MacFarlane                | 31 janvier 1999         | 9 juillet 2000             | Inconnue                     | 1ACX01     |
| Peter passe une soirée en célibataire avec ses amis. Il ne tient pas sa promesse faite de ne pas boire et le lendemain, il s'endort au travail et laisse passer des jouets défectueux. Il est renvoyé et n'ose pas le dire à Lois. Mais tout est découvert quand elle relève le courrier et trouve le chèque de l'aide sociale qui de plus a fait une erreur et versé mille fois trop d'argent. Pour calmer sa femme, Peter décide de rendre l'argent de façon spectaculaire mais se retrouve en prison pour avoir crashé un dirigeable sur un stade, délit pour lequel il prend deux ans ferme. La défense de Lois lui vaut d'être aussi condamnée à la même peine. Ne voulant pas manquer une occasion de tuer sa mère, Stewie hypnotise alors le juge qui relâche ses parents et rend à Peter son emploi perdu. |                    |                                                     |                   |                                |                         |                            |                              |            |
| 2 | 2                  | Le Radin de la méduse I Never Met the Dead Man      | Michael DiMartino | Chris Sheridan                 | 11 avril 1999           | 16 juillet 2000            | Inconnue                     | 1ACX02     |
| Meg doit prendre des cours de conduite et subit l'aide de son père. Mais Peter ne donne pas le bon exemple et Meg échoue à l'examen. Au retour, Peter détruit la parabole de réception satellite de la ville et pousse Meg à endosser la responsabilité en échange de la promesse de l'achat d'une voiture neuve. Mais Peter développe des symptômes de manque télévisuel et Meg, honteuse, finit par cracher le morceau en public. Pour se désintoxiquer de la télé, Peter entraîne sa famille en villégiature. Une semaine après, la réception télé est réparée et la famille en prend prétexte pour échapper à une nouvelle expédition épuisante. Déçu, Peter se contente de passer la journée au parc d'attractions en compagnie de William Shatner mais Meg renverse les deux hommes lors de son cours de conduite suivant avec sa mère, envoyant Shatner à la morgue et son père à l'hôpital où il succombe à nouveau aux charmes décérébrants de la télé. |                    |                                                     |                   |                                |                         |                            |                              |            |
| 3 | 3                  | La Fève du samedi soir Chitty Chitty Death Bang     | Dominic Polcino   | Danny Smith                    | 18 avril 1999           | 27 juillet 2000            | Inconnue                     | 1ACX04     |
| Stewie va fêter son premier anniversaire et Lois loue un prestataire pour que tout se passe bien. Stewie s'imagine qu'il va devoir retourner dans l'utérus de sa mère à cause de sa némésis, le médecin accoucheur. Peter lui fait l'idiot et la demande de location du parc d'attraction est finalement rejetée. Il invente une histoire tordue pour dégager sa responsabilité et s'engage à organiser une fête sans que Lois ait à travailler. Meg, elle, déprime car elle a échoué au concours d'entrée des majorettes. Elle rencontre une amie hyperactive qui l'invite à une fête qui a lieu au même moment que l'anniversaire qu'elle décide de rater en mentant à son père. Ce dernier règle le problème en détournant la parade d'un cirque afin d'en faire l'attraction de la fête de Stewie. Mais Lois est déçue de l'absence de Meg qui elle se retrouve au milieu d'une secte sur le point de procéder à son suicide collectif. Peter arrive à convaincre Meg de revenir mais le gourou, déçu d'avoir manqué le moment du sacrifice, poursuit Meg, et s'infiltre en secret dans leur maison. Stewie prend alors le gourou pour le pédiatre et le désintègre en toute discrétion. |                    |                                                     |                   |                                |                         |                            |                              |            |
| 4 | 4                  | Le Vice et la Verrue Mind Over Murder               | Roy Allen Smith   | Neil Goldman & Garrett Donovan | 25 avril 1999           | 30 juillet 2000            | Inconnue                     | 1ACX05     |
| Lois déprime car ses obligations familiales prennent le pas sur ses ambitions musicales et Peter n'arrange pas les choses en ne l'aidant pas, d'autant plus qu'il frappe une femme enceinte croyant avoir affaire à un homme, ce qui lui vaut d'avoir un bracelet électronique pendant une semaine et d'être cloîtré à la maison. Pour passer le temps, Peter décide d'aménager un bar dans sa cave pour avoir ses amis près de lui, au détriment de Lois dont il oublie le dîner romantique prévu. Furieuse, Lois laisse la charge de la maison à Peter afin qu'il se rende compte de la charge induite. Elle regrette sa décision en constatant que Peter a saoulé Stewie pour lui faire oublier la percée de sa première dent, mais Peter se rattrape en donnant à Lois l'occasion de jouer en public, ce dont elle rêve depuis toujours. Au fil des soirs, le public afflue et Peter devient jaloux de n'être plus le seul à apprécier les talents artistiques de sa femme. Le soir suivant, un incendie se déclenche dans la cave et Peter et Lois sont sur le point de mourir brûlés vifs. Ignorant le drame, Stewie enclenche de son côté une machine à remonter le temps pour annuler la perte de plans précieux. Le cours s'inverse alors jusqu'au moment où Peter devait aider Lois, effaçant les événements de l'épisode. |                    |                                                     |                   |                                |                         |                            |                              |            |
| 5 | 5                  | L'Étroit Petit Cochon A Hero Sits Next Door         | Monte Young       | Mike Barker & Matt Weitzman    | 2 mai 1999              | 6 août 2000                | Inconnue                     | 1ACX05     |
| Peter attend avec impatience le match annuel de baseball qu'il dispute avec ses amis de la fabrique de jouets. Mais au cours de l'entraînement, il casse le genou du professionnel engagé exprès pour renforcer l'équipe et il doit trouver un remplaçant sous peine de licenciement. Ses tentatives échouent mais son attitude envers son nouveau voisin Joe change du tout au tout quand il apprend que ce dernier a été champion universitaire. Peter l'incite à rejoindre l'équipe mais ne se rend compte qu'au dernier moment que Joe est en fauteuil roulant. À la surprise générale, Joe permet à l'équipe de gagner. Peter commence à concevoir de la jalousie envers Joe alors que Stewie veut connaître le secret du fauteuil de ce dernier pour concevoir des êtres mi hommes mi-machines afin de conquérir le monde. Peter décide de réaliser un exploit pour impressionner sa famille et intervient lors d'un braquage de banque. Il arrive à organiser une séance de théâtre d'improvisation et désarme les malfrats mais la situation s'inverse et Joe tire les marrons du feu. Peter comprend cependant que sa famille l'aime plus que tout et retourne à son égoïsme originel. On apprend dans cet épisode que l'ancien voisin de Peter s'est électrocuté avec un grille-pain prêté par les Griffin. Il a agi ainsi à cause de son divorce. C'est aussi un des rares épisodes de la version française dans lequel Joe est appelé Joe et non Joey. |                    |                                                     |                   |                                |                         |                            |                              |            |
| 6 | 6                  | Le Vieux Rhum et la Mer The Son Also Draws          | Neil Affleck      | Ricky Blitt                    | 9 mai 1999              | 13 août 2000               | Inconnue                     | 1ACX06     |
| Chris est obligé de participer à une course de caisse de savons mais Peter triche et construit la voiture de Chris qui ne sait pas comment dire à ce dernier qu'il ne veut plus être scout pour se consacrer au dessin. Le jour de la course, Chris fait un faux-départ et manque de tuer son chef de section, ce qui lui vaut d'être exclu. Peter part pour New York exiger la réintégration de son fils. La famille s'arrête en chemin dans un casino indien pour que Peter satisfasse un besoin urgent. Lois y développe rapidement une addiction au jeu et perd la voiture au poker. Peter trouve le moyen de gruger le casino en s'inventant une ascendance indienne pour toucher une part des bénéfices. Il est cependant contraint de passer une épreuve initiatique pour prouver ses dires et Chris l'accompagne pour essayer de lui faire comprendre qu'il ne veut plus être scout. Complètement épuisé, affamé et assoiffé, Peter finit par avoir une vision initiatique qui le décide d'écouter enfin Chris. |                    |                                                     |                   |                                |                         |                            |                              |            |
| 7 | 7                  | Brian, portrait d'un chien Brian: Portrait of a Dog | Michael DiMartino | Gary Janetti                   | 16 mai 1999             | 20 août 2000               | Inconnue                     | 1ACX07     |
| Les Griffin ont du mal à supporter la vague de chaleur qui frappe la ville. Peter veut faire participer Brian à un concours canin pour gagner de quoi remplacer la climatisation. Brian se laisse convaincre mais Peter dépasse les bornes lors du concours et Brian abandonne. Furieux, Brian part de son côté mais se fait arrêter par la Police car il a oublié ses papiers. L'amende payée, Brian ne pardonne pas à Peter pour autant et une bévue de ce dernier met Brian hors de lui et ce dernier quitte la maison. Brian expérimente les mauvais côtés de la vie de chien errant et se fait arrêter après avoir agressé un passant en état de manque. Brian est condamné à être euthanasié. La famille fait appel et obtient une audience où Brian fait connaître sa position de citoyen de seconde classe mais seule une offre de corruption à 20 dollars convainc la municipalité de relâcher Brian. Dès cet épisode, Brian obtient les mêmes droits que les humains. C'est également le premier épisode dans lequel Brian et Stewie interagissent. |                    |                                                     |                   |                                |                         |                            |                              |            |

## Invités spéciaux
- Les Teletubbies
- Kool-Aid man (Apparaît dans certains épisode de chaque saison)